# John Peden
John „Jack“ Peden (* 12. Juli 1863 in Maze bei Lisburn, County Antrim; † 15. September 1944 in Belfast) war ein irischer Fußballspieler. Der 24-fache Nationalspieler gewann sechs irische Meister- und vier Pokaltitel, absolvierte 36 Partien in der englischen First Division und zählt zu den bedeutendsten irischen Fußballern des 19. Jahrhunderts.

## Vereinskarriere
Peden begann im Jugendalter mit dem Fußballsport und spielte in der Folge für Clarence, Prospect, Distillery Seconds und Innisfoil. In der Saison 1885/86 absolvierte er mindestens eine Partie für die 1. Mannschaft von Lisburn Distillery, bevor er im März 1886 zu den Gründungsmitgliedern des Linfield Athletic Clubs gehörte, der von in der örtlichen Spinnerei tätigen Arbeitern ins Leben gerufen wurde. Als Linksaußen traf er im September 1886 beim ersten Spiel der Mannschaft gegen Distillery und wurde aufgrund seiner Leistungen in der Folgezeit im Februar 1887 als erster Spieler Linfields in die irische Nationalmannschaft berufen. Da bis zur Einrichtung der Irish League im Jahre 1890 kein Ligaspielbetrieb herrschte, absolvierte man zahlreiche Freundschaftsspiele und trat 1888/89 erstmals im englischen FA Cup an. Nach Siegen in den Qualifikationsrunden über den Ulster FC, die Bolton Wanderers und den Cliftonville FC erreichte man die 1. Hauptrunde, in der man nach einem 2:2-Unentschieden bei Nottingham Forest unmittelbar vor dem Rückspiel von Nottingham-Verantwortlichen zum Rückzug aus dem Wettbewerb gedrängt wurde und das anschließend als Freundschaftsspiel deklarierte Spiel mit 3:1 gewann. In der folgenden Saison meldete man erneut für den FA Cup, das Team scheiterte allerdings in der letzten Qualifikationsrunde an Lisburn Distillery.
Die zur Saison 1890/91 eingeführte Irish League dominierte Linfield in den Anfangsjahren und gewann die ersten drei Meisterschaften, auch an zwei der drei Erfolge im irischen Pokalwettbewerb in dieser Zeit war Peden beteiligt. Nachdem er den Verantwortlichen des englischen Klubs Newton Heath im Februar 1893 bei einem Freundschaftsspiel beider Klubs aufgefallen war, unterzeichnete er noch im selben Monat im Zuge eines Länderspiels im Villa Park einen Amateurvertrag und wurde vom Klub aus Manchester bei der Football League registriert. Dennoch beendete Peden die Saison noch bei Linfield, die im dritten Gewinn des Doubles mündete, bevor er nach 108 Toren in 130 Pflichtspielen für eine Karriere als Profifußballer im Sommer 1893 nach England wechselte.
Nach guten Leistungen zu Saisonbeginn auf Linksaußen nahm seine Form bei Newton Heath im Saisonverlauf immer weiter ab und insbesondere bei seinen gelegentlichen Einsätzen als Mittelstürmer enttäuschte er. Am Saisonende musste Newton Heath als Tabellenvorletzter in einem „Test Match“ gegen den FC Liverpool um die weitere Zugehörigkeit in der Football League First Division antreten und stieg durch eine 0:2-Niederlage in die Second Division ab. Peden verließ daraufhin Manchester und wechselte zu Sheffield United, wo er mit dem Schotten Bob Hill auf einen früheren Linfielder Mitspieler traf. In Sheffield fand sich Peden aber nicht zurecht und nach neun Pflichtspieleinsätzen kehrte er bereits Ende 1894 für einen längeren Aufenthalt nach Irland zurück, der mit der Geburt seiner Zwillingstöchter zusammenfiel. Da im irischen Fußball zwischenzeitlich das Profitum zugelassen wurde, entschied sich Peden zu einem Verbleib in Irland. Er investierte sein in England verdientes Geld in einen im Belfaster Stadtzentrum angesiedelten Süßwaren- und Tabakladen namens „The Forward“, den er bis ins hohe Alter betrieb, und schloss sich im Sommer 1895 etwas überraschend Lisburn Distillery anstatt seinem früheren Klub Linfield FC an. Grund hierfür soll neben einem Wochengehalt von £1, mutmaßlich Rekordverdienst für einen Fußballer in Irland zu jener Zeit, auch die unsichere Zukunft seines Ex-Klubs gewesen sein, der nur kurz zuvor seine angestammte Spielstätte verlassen musste.
Für vier Jahre spielte Peden bei Distillery und gewann bereits in seiner ersten Spielzeit neben der ersten Meisterschaft der Vereinsgeschichte auch den Landespokal und den County Antrim Shield. Seine Leistungen in der Liga sorgten zwischen 1896 und 1899 neben der Rückkehr ins Nationalteam, für das er als Englandlegionär nicht berücksichtigt worden war, für drei Berufungen in die Auswahl der Irish League, für die er bereits 1893 vor seinem Wechsel nach England erstmals aufgelaufen war und dabei einen Treffer zum 3:0-Erfolg gegen die Auswahl der Scottish Football League beigesteuert hatte. Mit dem zweiten Meisterschaftsgewinn in der Spielzeit 1898/99 endete sein Vertrag mit Distillery, Peden hatte für den Klub 44 Tore in 87 Pflichtspielen erzielt. Er kehrte daraufhin im Sommer 1899 zum Linfield FC zurück und bestritt für den Klub, obwohl bereits in fortgeschrittenem Fußballeralter, weitere 74 Pflichtspiele (32 Tore). Nachdem er sich 1900 reamateurisieren ließ, hatte er ab 1903 hauptsächlich eine Trainerfunktion inne, sein letztes Spiel bestritt er allerdings erst im April 1906 im Alter von 42 Jahren. Neben je einem Meister- und Pokaltitel gewann Peden in dieser Zeit mit dem Linfield FC auch seinen vierten Belfast Charity Cup.
Mit seiner Ehefrau Mary hatte Peden vier Kinder, von denen eines im Kindesalter starb. Sein Sohn John war in den 1920ern als Fußballspieler bei einer Reihe irischer Erstligisten und in der irischen Amateurnationalmannschaft aktiv. Peden verstarb im September 1944 im Alter von 81 Jahren. In einem Nachruf der nordirischen Sportzeitung Ireland’s Saturday Night heißt es:

„Er war ein Künstler auf dem Feld. Seine Sprintfähigkeiten […] machten ihn zu einem der schnellsten Flügelspieler seiner Zeit. Seine Ballkontrolle war ein Genuss und er war geschickt im auf sich ziehen der Abwehr, um dann nach innen zu ziehen und mit ungeheurer Kraft zu schießen.“

## Nationalmannschaft
Peden debütierte am 19. Februar 1887 bei einer 1:4-Niederlage gegen Schottland in der irischen Landesauswahl und wurde damit der erste Linfielder Nationalspieler. Einen Monat später erzielte er bei einem 4:1-Heimerfolg über Wales sein erstes von insgesamt sieben Länderspieltoren. Höhepunkte seiner Länderspiellaufbahn waren drei Treffer bei einem 4:3-Erfolg gegen Wales am 5. April 1893 und sein 1:0-Siegtreffer im Februar 1898 wiederum gegen Wales, das den ersten Länderspielsieg Irlands auf fremden Platz bedeutete. Von dieser Partie erhielt er auch den Spielball, den er jahrelang im Schaufenster seines Ladens ausstellte. Sein 24. und letztes Länderspiel bestritt er im März 1899 bei einem 1:0-Erfolg gegen Wales.
Obwohl er durch seinen Wechsel nach England für fast drei Jahre nicht für das Nationalteam berücksichtigt wurde, kamen bis zu Beginn des Ersten Weltkriegs nur Olphert Stanfield (30), Bob Milne (28), Samuel Torrans (26) und Billy Scott (25) zu mehr Länderspieleinsätzen für Irland, an sechs irischen Länderspielsiegen war bis zu diesem Zeitpunkt außer ihm nur Scott beteiligt.

## Erfolge
- Irischer Meister: 1890/91, 1891/92, 1892/93, 1895/96, 1898/99, 1901/02
- Irischer Pokalsieger: 1891, 1893, 1896, 1902
- County Antrim Shield: 1889/90 (zurückgehalten), 1895/96, 1896/97
- Belfast Charity Cup: 1890/91, 1891/92, 1892/93, 1900/01